# Мироновка (Запорожская область)
Мироновка (укр. Миронівка) — село,
Степановский-Первый сельский совет,
Приазовский район,
Запорожская область,
Украина.
Код КОАТУУ — 2324586202. Население по переписи 2001 года составляло 366 человек.

## Географическое положение
Село Мироновка находится на берегу Азовского моря,
на расстоянии в 4,5 км от сёл Степановка Первая и Чкалово.

## История
- 1862 год — дата основания.
- 1867 — в Мироновке возникла старообрядческая община.[2]